# Chantal Bertouille
Pour les articles homonymes, voir Bertouille.
Chantal Bertouille (née le 17 avril 1955 à Renaix) est une femme politique belge de langue française.
Fille d'André Bertouille, ancien ministre de l'Éducation nationale, elle est pour la première fois élue conseillère communale de Comines-Warneton en 1977. Elle devient alors la plus jeune conseillère communale de Belgique à 22 ans. Elle siège sans discontinuer dans sa commune depuis 1977 et occupe depuis 1995 les fonctions d'échevin de l'opposition. En effet, le statut spécial de Comines-Warneton impose la présence de l'opposition au sein du Collège communal, ce qui n'est pas sans conséquences. En 2013, Chantal Bertouille se retrouve notamment sans attribution échevinale, une situation qualifiée de surréaliste par la presse. Depuis 2018, avec le renversement de majorité communale, elle est conseillère communale.
Elle est élue pour la première fois le 6 juin 1995 députée au Parlement wallon. 
Elle est députée européenne suppléante du 12 juin 1994 au 13 juin 1999. 
Présidente de la Commission de l'Action sociale, elle fut désignée chef de groupe MR au Parlement wallon en 1999, pour ensuite devenir Présidente de la Commission de l'Éducation du Parlement de la Communauté française de Belgique en 2002.
Réélue en 2004, elle occupe aujourd'hui la présidence de la Commission des affaires intérieures et de la fonction publique du Parlement wallon.
En 2009, elle se voit confier la Présidence de la Commission de l'Économie, du Commerce extérieur et des Technologies nouvelles au sein de cette même assemblée.
Le travail parlementaire de Chantal Bertouille est brièvement souligné en 2009 pour avoir posé 1432 actes parlementaires, la positionnant en quatrième position des cinq parlementaires les plus actifs.
Après 19 années comme députée wallonne, elle cesse de siéger au lendemain des élections du 25 mai 2014 se consacrant à son mandat d'échevine de Comines-Warneton jusqu'en 2018. Élue conseillère communale en 2019 avec 795 voix, la positionnant dans la cinquième position de préférence, elle ne briguera pas un mandat d'échevine, à l'exception d'un mandat faisant fonction du 18 janvier au 21 mars 2021. Depuis le 1er juin 2021, elle est présidente du Musée de la Rubanerie Cominoise et devient, en novembre 2023, présidente de la Confrérie des Maîtres-Rubaniers. Particulièrement active au sein du Mouvement réformateur, elle est présidente nationale des Seniors MRS depuis 2001.